# La Cúpula
La Cúpula est une maison d'édition de bande dessinée alternative espagnole fondée en 1979 à Barcelone. Fer de lance de la bande dessinée d'auteur espagnole dans les années 1980 avec sa revue El Víbora, La Cúpula a publié tous les grands auteurs de l'underground américain, les alternatifs européens, et continue au milieu des années 2010 à jouer un rôle de défricheur. Depuis 1987, c'est aussi le principal éditeur espagnol de bande dessinée pornographique avec Kiss Comix (en France La Poudre aux rêves).

### Documentation
- Pierre Polomé, « Le Miroir réfléchissant de La Cúpula », Critix, no 8,‎ 1998-1999, p. 28-33.